# Saint-Martin-d'Ollières
Saint-Martin-d'Ollières är en kommun i departementet Puy-de-Dôme i regionen Auvergne-Rhône-Alpes i centrala Frankrike. Kommunen ligger i kantonen Jumeaux som tillhör arrondissementet Issoire. År 2022 hade Saint-Martin-d'Ollières 146 invånare.

## Befolkningsutveckling
Antalet invånare i kommunen Saint-Martin-d'Ollières
| Referens: INSEE |